# Садовый (Данковский район)
Садовый — посёлок Полибинского сельсовета Данковского района Липецкой области.

## География
Садовый находится на правом берегу реки Дон. На противоположном берегу расположена деревня Гаи Рязанской области.
В посёлке имеется одна улица — Полевая.

## Население
| 2010 |
| ---- |
| 7    |